# Torre di Cala d'Oliva
La torre di Cala d'Oliva è una torre costiera situata nell'omonima località sull'isola dell'Asinara, appartenente amministrativamente al comune di Porto Torres.

## Storia
La torre difensiva fu costruita nel 1611 su progetto di Andrea Perez, capitano ordinario delle opere del Regno di Sardegna.La sua posizione le permetteva il controllo di una spiaggia frequentata dai corsari barbareschi per la manutenzione delle loro barche e la vista che si domina dalla torre permetteva agli addetti di comunicare con i responsabili presenti nella torre di Porto Torres.
Nel corso del XVIII e del XIX secolo, la struttura fu sottoposta a una serie di restauri.

## Architettura
La torre si sviluppa su una pianta circolare, con copertura piana.